# Domanów Jaworski
Domanów Jaworski – zamknięty w 1999 roku przystanek osobowy, a dawniej stacja kolejowa w Domanowie, w gminie Marciszów, w powiecie kamiennogórskim, w województwie dolnośląskim, w Polsce. Został otwarty w dniu 1 sierpnia 1899 roku.